# سيون ميلز
سيون ميلز هي قرية تقع جنوب مدينة سترابان في مقاطعة تيرون، بأيرلندا الشمالية، على نهر مورن. بلغ عدد سكانها 2,050 نسمة وفقًا لتعداد عام 2001. وتُعد قرية صناعية تصطف فيها الأشجار، ومصنفة كمنطقة محمية لما تتميز به من تراث معماري غني.
تأسست قرية سيون ميلز على يد عائلة هيردمان في عام 1835. وكانت العائلة تدير مصنعًا لإنتاج الكتان في القرية.